# Karel Wellinghoff
Karel Wellinghoff (Amsterdam, 4 februari 1939) is een schrijver van literaire romans met een spirituele strekking. Het zijn queesteromans, waarin de hoofdfiguren door allerlei omstandigheden losgeslagen raken van de reguliere samenleving en op zoek gaan naar 'de weg naar huis'. De boeken worden omschreven als spannende, ontroerende esoterische romans. Ook legt hij zich toe op non-fictie, waarin dezelfde thematiek aan bod komt.

## Werk
- Het volkomen geen vleesboek (non-fictie). Onkruid, 1989, ISBN 9061343437
- Rotabus: het mysterie van de Ardennen. Verhalen. Sigma, 2003. ISBN 9065562273
- De Goede Mensen en de honden van God. Roman. Aspekt, 2009, ISBN 9789059118843
- Onthaasten per Brommobiel (non-fictie). Aspekt 2011, ISBN 9789059114883
- De burcht van de vrede. Roman. Aspekt 2012. ISBN 9789461531025
- De Katharengrot. Roman. Aspekt 2012. ISBN 9789461532305
- De terugkeer van de Katharen. Roman. Aspekt 2013. ISBN 9789461532862
- De roep van de Katharen (non-fictie). Aspekt 2014. ISBN 9789461534248
- Mijn God, dit is het doel! Overzicht spiritualiteit in Nederland. Non-fictie. Aspekt 2015. ISBN 9789461536341
- Jullie moeten het zelf doen! Meer overzicht van de spiritualiteit in Nederland. Non-fictie. Aspekt 2015. ISBN 9789461538161
- De grote ommekeer. Het andere denken. Non-fictie. Aspekt 2016 ISBN 9789463380744
- Het harde paradijs. Opkomst, bloei en nalatenschap van Bhagwan (Osho). Non-fictie. Aspekt 2017 ISBN 9789463381840
- Geheime Bruiloft: de mystieke reis van Poggio Bracciolini. Roman. Obeliskboeken.nl ISBN 9789493071070
- De Wouden van Wutan: Reis naar de bovenwereld. Roman.Obeliskboeken.nl ISBN 9789493071087
- Gitta en ik. Verslag van een nabestaande. Non-fictie. Obelisk Boeken, 2019. ISBN 9789493071247
- De Tijdmeester. Een magisch realistische roman. Obelisk Boeken, 2019. ISBN 9789493071322
- Het mysterie van de verdwenen geliefde. Roman. Obelisk Boeken 2019. ISBN 9789493071315